# Thanh gươm diệt quỷ (mùa 4)
Mùa thứ tư của loạt anime truyền hình Thanh gươm diệt quỷ, có tựa đề Thanh gươm diệt quỷ: Đại trụ Đặc huấn (Nhật: 鬼滅の刃: 柱稽古編 Hepburn: Kimetsu no Yaiba: Hashira Geiko Hen, tựa tiếng Anh: Kimetsu no Yaiba: Hashira Training Arc), do Ufotable viết kịch bản kiêm vai trò đồng sản xuất với Aniplex và Shūeisha. Mùa phim được chỉ đạo bởi Haruo Sotozaki, người cũng từng làm đạo diễn cho mùa thứ ba của loạt phim. Các nhân vật do Akira Matsushima thiết kế và chỉ đạo hoạt hình. Bối cảnh của Đại trụ Đặc huấn diễn ra sau sự kiện của mùa phim thứ ba. Trong phần này, nhân vật chính Kamado Tanjirō và những người khác cùng nhau trải qua một chế độ huấn luyện nghiêm ngặt do mỗi Trụ cột yêu cầu riêng.
Mùa phim được công bố lần đầu tiên trong tập cuối của mùa thứ ba vào tháng 6 năm 2023. Mùa Đại trụ đặc huấn được phát sóng tập đầu vào ngày 12 tháng 5 năm 2024 trên kênh Fuji TV; sau đó cũng được phát sóng trên các nền tảng phát trực tuyến và bốn đài truyền hình khác nhau. Aniplex đã gói gọn loạt phim thành bốn tập volume dưới các định dạng DVD và Blu-ray. Mỗi tập trong sản phẩm đều có hai đĩa CD, một đĩa chính và một đĩa được tặng kèm.
Mỗi tập phim đều có hai ca khúc chủ đề. Ca khúc mở đầu tên là "Mugen" (夢幻, n.đ. 'Ước mơ') và ca khúc kết thúc tên "Tokoshie" (トコシエ, n.đ. 'Niềm bất diệt'). Cả hai bài đều được My First Story và Hyde trình bày.
Trước đó, bộ phim tổng hợp Thanh gươm diệt quỷ: Phép màu tình thân, cho đến Chuyến Đặc huấn của Đại trụ đã hé lộ những chi tiết đầu tiên của loạt phim này. Bộ phim bắt đầu khởi chiếu tại Nhật Bản vào ngày 2 tháng 2 năm 2024.

## Danh sách tập phim
| TT. tổng thể | TT. trong mùa phim | Tiêu đề | Đạo diễn                                    | Biên kịch                        | Ngày phát hành gốc  | Xếp hạng người xem | Nguồn  |
| --- | ------------------ | --- | ------------------------------------------- | -------------------------------- | ------------------- | ------------------ | ------ |
| 56 | 1                  | "Vì mục tiêu đánh bại Kibutsuji Muzan" Chuyển ngữ: "Kibutsuji Muzan o Taosu Tame ni" (tiếng Nhật: 鬼舞辻󠄀無惨を倒すために)                              | Shimomura Shin'ya Suhara Takashi            | Shimomura Shin'ya Suhara Takashi | 12 tháng 5 năm 2024 | 6.9%               | [ 11 ] |
| Iguro Obanai và Shinazugawa Sanemi đang thực hiện nhiệm vụ tại một pháo đài bỏ hoang được xây dựng trên đỉnh núi. Trong khi đó tại Điệp Phủ, Kamado Tanjirō đang hồi phục những vết thương gây ra từ sự kiện làng thợ rèn. Lúc này, các trụ cột đều tập trung tại dinh thự Ubuyashiki để tổ chức một cuộc họp của các trụ cột. Muichirō cho biết thêm về sự xuất hiện của những vết chàm sát quỷ. Và để nâng cao trình độ của Sát Quỷ Đội nói chung, các trụ cột cùng nhau tổ chức quá trình huấn luyện đại trụ. |                    | |                                             |                                  |                     |                    |        |
| 57 | 2                  | "Nỗi đau của Thủy Trụ Tomioka Giyū" Chuyển ngữ: "Mizu Bashira・Tomioka Giyū no Itami" (tiếng Nhật: 水柱・冨岡義勇の痛み)                               | Shimizu Yūji                                | Shimizu Yūji                     | 19 tháng 5 năm 2024 | 6.1%               | [ 12 ] |
| 58 | 3                  | "Kamado Tanjiro bình phục!! Chính thức tham gia đặc huấn" Chuyển ngữ: "Tanjirō Zenkai‼ Bashira Keiko Dai Sanka" (tiếng Nhật: 炭治郎全快‼ 柱稽古大参加) | Takashi Mamekuza                            | Yō Miura                         | 26 tháng 5 năm 2024 | 6.3%               | [ 13 ] |
| 59 | 4                  | "Để có thể mỉm cười" Chuyển ngữ: "Egao ni Nareru" (tiếng Nhật: 笑顔になれる)                                                                           | Harada Seiji                                | Sotozaki Haruo                   | 2 tháng 6 năm 2024  | 6.7%               | [ 14 ] |
| 60 | 5                  | "Ăn thịt cả quỷ..." Chuyển ngữ: "Oni o Kutte Made..." (tiếng Nhật: 鬼を喰ってまで...)                                                                  | Hosokawa Hideki                             | Hosokawa Hideki & Sotozaki Haruo | 9 tháng 6 năm 2024  | 5.8%               | [ 15 ] |
| 61 | 6                  | "Mạnh nhất Quân đoàn Diệt Quỷ" Chuyển ngữ: "Kisatsutai Saikyō" (tiếng Nhật: 鬼殺隊最強)                                                                | Nakazawa Ken                                | Nakazawa Ken                     | 16 tháng 6 năm 2024 | 6.4%               | [ 16 ] |
| 62 | 7                  | "Nham Trụ Himejima Gyōmei" Chuyển ngữ: "Iwa Bashira・Himejima Gyōmei" (tiếng Nhật: 岩柱・悲鳴嶼行冥)                                                   | Uda Akihiko                                 | Suhara Takashi                   | 23 tháng 6 năm 2024 | 5.5%               | [ 17 ] |
| 63 | 8                  | "Đại Trụ tập trung" Chuyển ngữ: "Bashira・Kesshū" (tiếng Nhật: 柱・結集)                                                                               | Shimizu Yūji, Harada Seiji & Sotozaki Haruo | Suhara Takashi & Miura Yō        | 30 tháng 6 năm 2024 | TBD                | [ 18 ] |

## Băng đĩa tại gia

### Tiếng Nhật
Aniplex đã phát hành các tập volume gồm bốn tập ở các định dạng phương tiện DVD và Blu-ray.
| Tập volume | Tập volume | Tập phim            | Ngày phát hành DVD  | Ngày phát hành Blu-ray | Nguồn  |
| ---------- | ---------- | ------------------- | ------------------- | ---------------------- | ------ |
|            | Volume 1   | 1                   | 3 tháng 7 năm 2024  | 3 tháng 7 năm 2024     | [ 19 ] |
| Volume 2   | 2–3        | 7 tháng 8 năm 2024  | 7 tháng 8 năm 2024  | [ 20 ]                 |        |
| Volume 3   | 4–6        | 4 tháng 9 năm 2024  | 4 tháng 9 năm 2024  | [ 21 ]                 |        |
| Volume 4   | 7–8        | 2 tháng 10 năm 2024 | 2 tháng 10 năm 2024 | [ 22 ]                 |        |